# Wartenberg-Rohrbach
Wartenberg-Rohrbach település Németországban, Rajna-vidék-Pfalz tartományban. Lakosainak száma 423 fő (2023. december 31.).

## Népesség
A település népességének változása:
| Lakosok száma | 299  | 455  | 441  | 439  | 427  | 423  |
|               | 1975 | 2017 | 2019 | 2021 | 2022 | 2023 |